# Coqueiro Baixo
Coqueiro Baixo is een gemeente in de Braziliaanse deelstaat Rio Grande do Sul. De gemeente telt 1.610 inwoners (schatting 2009).